# Cymru Alliance
La Cymru Alliance (attualmente Huws Gray Cymru Alliance, per ragioni di sponsorizzazione) è una competizione calcistica gallese. Essa forma il secondo livello del sistema dei campionati nazionali nella regione settentrionale e centrale del Galles.
La squadra vincitrice non accede direttamente alla Welsh Premier League, questo avviene solamente se la società campione rispetta i criteri necessari per partecipare alla massima competizione nazionale. Se la prima classificata non rispetta i parametri previsti, la seconda qualificata può accedere alla promozione, purché sia dotata delle necessarie strutture.

## Squadre 2018-2019
- Airbus UK Broughton
- Ruthin Town
- Porthmadog
- Flint Town Utd
- Denbigh Town
- Bangor City
- Penrhyncoch
- Conwy Borough
- Buckley Town
- Gresford Athletic
- Llanrhaeadr
- Guilsfield
- Rhyl
- Prestatyn Town
- Denbigh Town
- Holyhead Hotspur

## Albo d'oro
| Stagione  | Campione            |
| --------- | ------------------- |
| 1990-1991 | Flint Town Utd      |
| 1991-1992 | Caersws             |
| 1992-1993 | The New Saints      |
| 1993-1994 | Rhyl                |
| 1994-1995 | Cemaes Bay          |
| 1995-1996 | Oswestry Town       |
| 1996-1997 | Rhayader Town       |
| 1997-1998 | Oswestry Town       |
| 1998-1999 | Cefn Druids         |
| 1999-2000 | Oswestry Town       |
| 2000-2001 | Caernarfon Town     |
| 2001-2002 | Welshpool Town      |
| 2002-2003 | Porthmadog          |
| 2003-2004 | Airbus UK Broughton |
| 2004-2005 | Buckley Town        |
| 2005-2006 | Glantraeth          |
| 2006-2007 | Llangefni Town      |
| 2007-2008 | Prestatyn Town      |
| 2008-2009 | Bala Town           |
| 2009-2010 | Llangefni Town      |
| 2010-2011 | GAP Connah's Quay   |
| 2011-2012 | GAP Connah's Quay   |
| 2012-2013 | Rhyl                |
| 2013-2014 | Cefn Druids         |
| 2014-2015 | Llandudno           |
| 2015-2016 | Caernarfon Town     |
| 2016-2017 | Prestatyn Town      |
| 2017-2018 | Caernarfon Town     |